# Субстрат (лингвистика)
Языково́й субстра́т — язык коренного населения, обычно при переходе населения со своего языка на чужой (в результате завоевания, этнического поглощения, культурного преобладания и т. д.), по отношению к этому чужому языку. При этом местная языковая традиция обрывается, народ переключается на традицию другого языка, но в новом языке проявляются черты языка исчезнувшего.

## Характеристика явления
Подобные случаи происходили в истории не раз: так, в результате римского завоевания перешло на латинский язык коренное кельтское (галльское) население современной Франции и коренное иберийское население Испании. На этой почве образовались современные французский и испанский языки, которые продолжают традицию не местных кельтских и иберийских наречий, а традицию латинского. Сам латинский язык в Италии распространился в результате поглощения местных (италийских, этрусских и др.) наречий, которые полностью исчезли, однако не бесследно.
Язык, помимо того, что он связан с определённой артикуляционной базой, имеет слишком глубокие корни в жизни народа, слишком глубоко связан с хозяйственными навыками и традициями. Поэтому переход с одного языка на другой есть процесс сложный и трудный. Как бы велико ни было субъективное желание овладеть новым языком в точности и совершенстве, это желание не реализуется полностью. Какие-то качества родного языка в фонетике, лексике, семантике, типологии удерживаются помимо воли и сознания говорящих и продолжают «просвечивать» сквозь наложившуюся оболочку новой речи. В результате воспринятый чужой язык приобретает в данной среде особый своеобразный характер, отличный от того, какой он имел в исходной среде. Это явление и получило название лингвистического субстрата.

## Некоторые примеры субстратных явлений
- Нетипичные для данной языковой группы фонемы:
  - смычно-гортанные (глоттализованные) согласные в армянском и осетинском языках (из языков народов Кавказа); смычно-гортанные согласные не встречаются в других индоевропейских языках[уточнить];
- некоторые слова с затемнённой этимологией в осетинском языке, в том числе из т. н. основного лексического фонда, наиболее устойчивого к заимствованиям (къух «рука», дзых «рот», фындз «нос», цæхæр «огонь», лæг «человек» и др.);
- семантические параллели между неродственными языками: например, в осетинском, как и в некоторых кавказских языках, понятие «лицо» и «совесть» выражаются одним словом, что не свойственно родственным осетинскому языкам иранской группы индоевропейских языков;
- сходство морфологических систем: например, агглютинативное склонение в осетинском и армянском языках; систему склонения в этих языках нельзя считать продолжением и развитием древнего индоевропейского склонения.
- проявления на уровне синтаксиса: групповая флексия в армянском и осетинском, развитие системы послелогов, предшествование определения определяемому и т. д.

Иногда воздействие субстрата может замедлять или ускорять тенденции, характерные для языков той или иной группы.

## Языки, реконструируемые только по субстратной лексике
- Мбенга — гипотетический пигмейский язык
- Некоторые доиндоевропейские языки, в том числе:
  - Доведический субстрат
  - Лигурский язык (древний)
  - Догерманский субстрат
  - Догойдельский субстрат
  - Догреческий субстрат
- Досаамский субстрат в лексике саамских языков